# Astrothelium galbineum
Astrothelium galbineum är en lavart som beskrevs av Kremp. Astrothelium galbineum ingår i släktet Astrothelium och familjen Trypetheliaceae.   Inga underarter finns listade i Catalogue of Life.